# حزب سوسیالیست (آرژانتین)
حزب سوسیالیست (به اسپانیایی: Partido Socialista‎) (اختصاری PS) یک حزب سیاسی سوسیال دموکرات در کشور آرژانتین است.
این حزب در سال ۱۸۹۶ تاسیس شد و در کنار اتحادیه رادیکال مدنی یکی از قدیمی ترین احزاب هنوز در آرژانتین فعال است.